# Buddismo in Germania

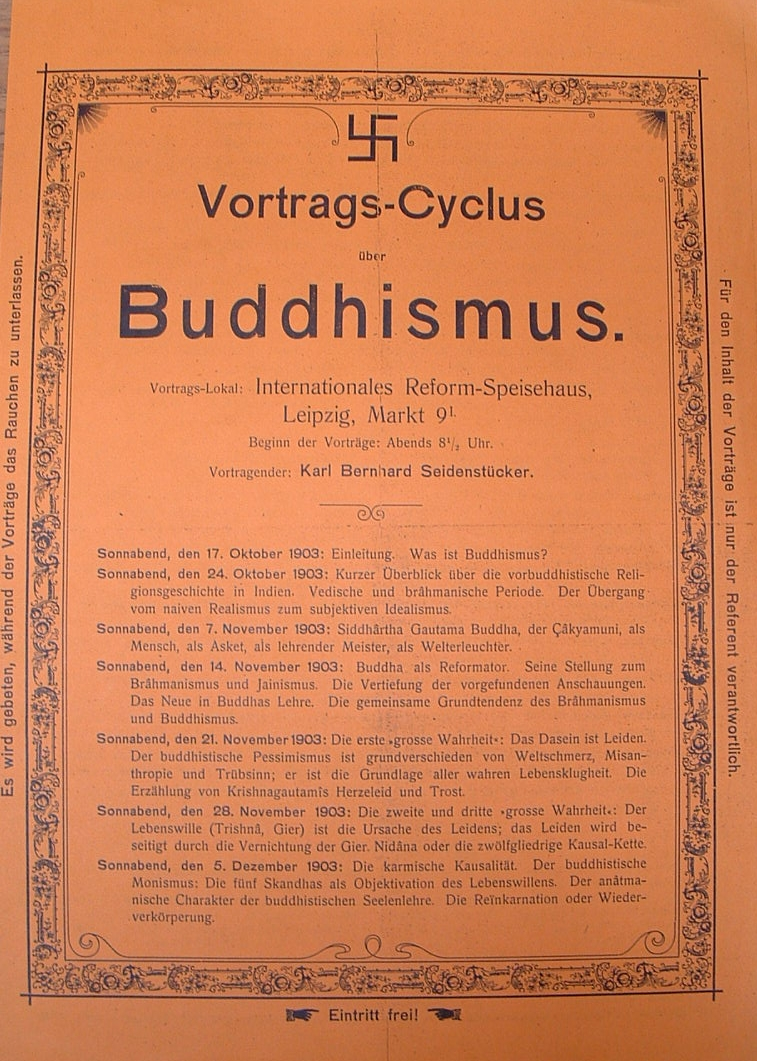
Ciclo di conferenze sul Buddismo di Karl Seidenstücker, Lipsia 1903.

La presenza del buddismo in Germania comprende una storia di oltre 150 anni. Arthur Schopenhauer (1788-1860) fu uno dei primissimi pensatori tedeschi a rimanere influenzati da questa religione e filosofia orientale, così come lo attesta anche nella sua opera principale intitolata Il mondo come volontà e rappresentazione edita per la prima volta nel 1819. Schopenhauer costruì la propria conoscenza del buddismo da altri autori occidentali dell'epoca quale l'esperto di orientalistica specializzato in lingua mongola e lingua tibetana Isaac Jacob Schmidt (1779-1847).

## Gli inizi del buddismo tedesco
Europei convertito al buddismo od altri orientalisti come il tedesco Karl Eugen Neumann (1865-1915, il primo traduttore di gran parte delle scritture buddhiste del Canone pāli dall'originale in una lingua europea), Paul Dahlke (1865-1928, medico e pioniere del buddismo in terra tedesca), Georg Grimm (1868-1945, un magistrato reale bavarese), Friedrich Zimmermann (1852-1917, col nome di Subhadra Bhikkhu) ed il primo monaco buddhista di origini tedesche Nyanatiloka (1878-1957) sono stati altresì influenzati a loro volta dal filosofo nella prima comprensione della dottrina.
Attraverso la mediazione di Schopenhauer il pensiero e lo spirito buddhista ha anche emozionato e dato un impatto significativo sullo sviluppo di autori quali Friedrich Nietzsche e Richard Wagner; quest'ultimo aveva previsto per qualche tempo anche una sua opera sotto il titolo "Buddha".
Anche un tedesco studioso di indologia come Hermann Oldenberg con la sua opera "Buddha, la sua vita, i suoi insegnamenti, la sua chiesa", ha avuto un'influenza importante sullo sviluppo del buddismo in Germania.
Nel 1888 Subhadra Bhikkhu (alias Friedrich Zimmermann) fece pubblicare la sua prima edizione del "Catechismo buddista", un lavoro basato in parte sul precedente "Catechismo buddhista" di Henry Steel Olcott, il cofondatore e primo presidente della Società Teosofica.
Nel 1903 venne fondata a Lipsia la prima organizzazione buddhista tedesca per volontà e merito dell'indologo Karl Seidenstücker. Nel 1904 Anton Floro Gueth divenne il monaco Theravada Nyanatiloka Mahathera.
Alcuni tra i più importanti testi in lingua pāli sono stati tradotti in desco nella prima parte del XX secolo da studiosi come i già succitati Karl Eugen Neumann, Nyantiloka e altri.

## Nella repubblica di Weimar
Nel 1922 lo scrittore svizzero di origini tedesche Hermann Hesse diede alle stampe la sua famosa opera Siddharta, in pratica una rivisitazione in stile romanzato della vita del Buddha, tradotta presto in molte lingue e che gli diede grande fama e successo.
Nel 1924 il dottor Paul Dahlke fece istituire il primo monastero buddhista tedesco, "Das Buddhistische Haus", a Berlino.

## Dopoguerra
La "German Dharmaduta Society", inizialmente conosciuta come "Lanka Dhammaduta Society", un'organizzazione atta a promuovere il buddismo in Germania ovest e dedicata alla diffusione del suo messaggio fu fondata da Asoka Weeraratna il 21 settembre 1952. Sempre nel 1952 una filiale tedesca buddhista dell'ordine tantra Arya Maitreya Mandala (esistente dal 1933) venne Fondata da Lama Anagarika Govinda.
Nel 1957 la "German Dharmaduta Society" acquisisce la "Das Buddhistische Haus" dagli eredi del dottor Dahlke. A tutt'oggi è uno dei maggiori centri di diffusione del buddismo Theravada in Europa: come la seconda più antica istituzione buddhista europea, le autorità tedesche l'hanno designata come sito di patrimonio nazionale.
Nel 2015 è avvenuta la prima ordinazione sacerdotale Theravada di monache buddhiste-bhikkhuni in Germania. Secondo l'unione buddhista tedesca, un'organizzazione che raggruppa tutti i gruppi attivi in Germania, a tutto il 2005 vi erano all'incirca 245.000 persone che professavano la fede buddhista in terra tedesca, il 50% di loro immigrati asiatici. A fronte degli oltre 600 gruppi organizzati a metà degli anni 2000, nel 1977 ve n'erano solo 17.